# Cnemidophorus vanzoi
Cnemidophorus vanzoi là một loài thằn lằn trong họ Teiidae. Loài này được Baskin & Williams mô tả khoa học đầu tiên năm 1966.
Loài này là loài đặc hữu của Saint Lucia, nơi nó được tống xuất ra khỏi hòn đảo chính và bây giờ chỉ có nguồn gốc từ các hòn đảo nhỏ của Maria Major và Maria Minor, với số lượng ước tính ít hơn 1.000 cá thể. Một quần thể thứ ba đã được thiết lập trên Đảo Praslin gần đó thông qua sự dịch chuyển. Đây là loài duy nhất của Cnemidophorus được tìm thấy ở Caribê.